# Лыжные крепления

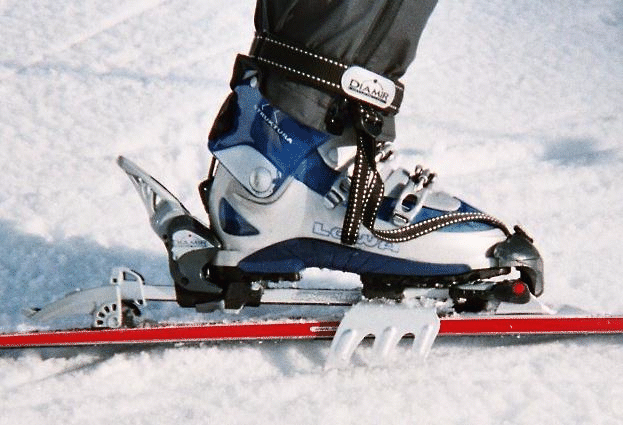
Лыжный ботинок и крепление для горного туризма (включает лыжные кошки)

Крепление для лыж — приспособление, соединяющее лыжный ботинок с лыжей. Конструкция крепления зависит от вида лыжного спорта. Современные крепления обычно жёстко удерживают ботинок, позволяя лыжнику управлять лыжами, но некоторые высвобождают ногу при возникновении больших усилий, чтобы лыжник не получил травмы при падении.

## Горнолыжные

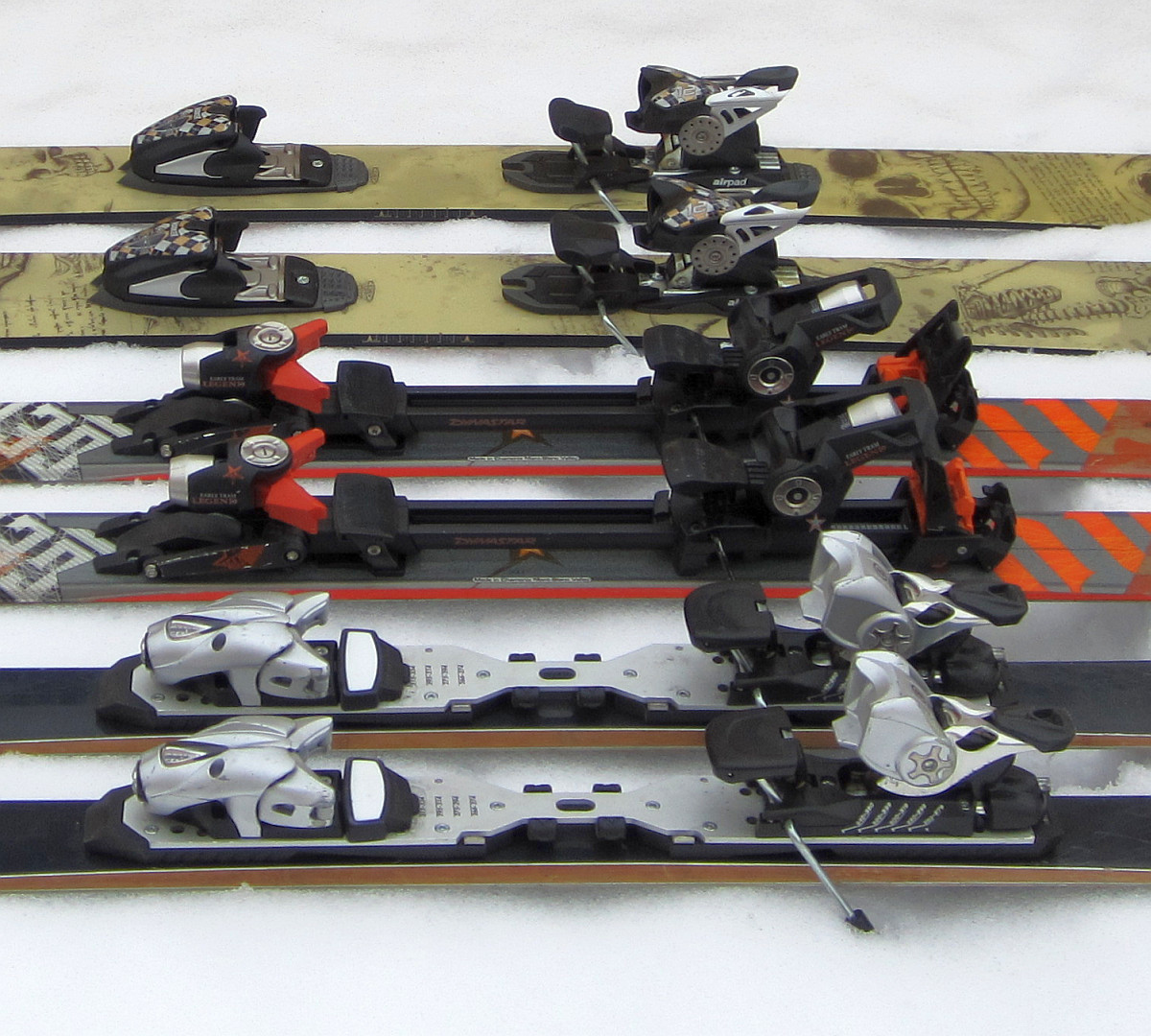
Крепления для горных лыж (сверху вниз): для катания на лыжах на лыжных трассах, походов по горам, с длиной ботинка, регулируемой без инструментов. На ближайшей лыже виден лыжный тормоз

Современные горнолыжные крепления фиксируют ботинок у носка и на пятке.
Для предотвращения травмы ботинок может высвобождаться в случае падения при приложении определенного крутящего момента, создаваемого весом падающего лыжника. Крутящий момент устанавливается в зависимости от веса, размера стопы и стиля катания. Лыжный тормоз останавливает  лыжу, когда она соскочила с ноги.
Крепление для походов по горам позволяет пристегнуть пятку к лыже при спуске с горы, но освободить её при подъёме.

### Горнолыжный туризм
Крепление для горнолыжного туризма позволяет лыжнику оставлять пятку лыжного ботинка свободной для катания в стиле «телемарк» и подъёмов, но позволяет также, чтобы пятка и носок лыжного ботинка были закреплены для спуска с горы в горнолыжном стиле. Большинство туристических креплений предназначены для лыжных ботинок, подпадающих под один из двух (обычно несовместимых между собой) стандартов ISO:
- ISO 5355: 2019 для традиционных горнолыжных ботинок. В этом варианте ось поворота жёсткой подошвы ботинка расположена впереди крепления[3].
- ISO 9523: 2015 для ботинок, в которых подошва гнётся и ось поворота потому расположена в пределах крепления[4].

## Равнинные

### С тросиком
Конструкция крепления, где пятка удерживалась тросиком или ремнём, использовалась в креплениях до середины XX века. К XXI веку подпружиненный тросик сохранился в креплениях для телемарка.

### Со шпеньками (NN)

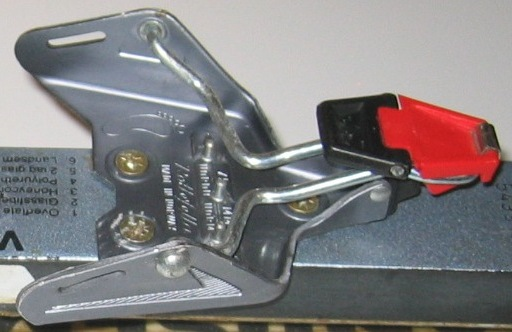
Типичное крепление с тремя шпеньками (NN). В подошве лыжных ботинок просверлены небольшие отверстия, в которые входят три шпенька, которые предотвращают выскальзывание ботинка. Металлическая пружинная скобка, установленная между щёчками, прижимает мысок ботинка к шпенькам, и в свою очередь удерживается (пластиковым чёрно-красным) зажимом.

Крепления, в которых ботинок удерживался с помощью шпеньков, входящих в отверстия на подошве, было изобретено Б. Витом в 1927 году под названием «Роттефелла» («крысоловка» на норвежском языке — конструкция мышеловки вдохновила Вита, такое же название носит и основанная Витом компания). После успехов на зимних Олимпийских играх 1928 года в Санкт-Морице крепления стали стандартом для беговых лыж на последующие 60 лет. Поначалу использовались четыре шпенька, расположение которых не было стандартизовано. Современный (сегодня уже не очень популярный) вариант с тремя шпеньками был создан в 1971 году и известен также как 75 мм (по ширине мыска ботинка), Nordic Norm (NN). Щёчки крепления охватывают ботинок, потому крепления для левой и правой ноги отличаются.

### NNN

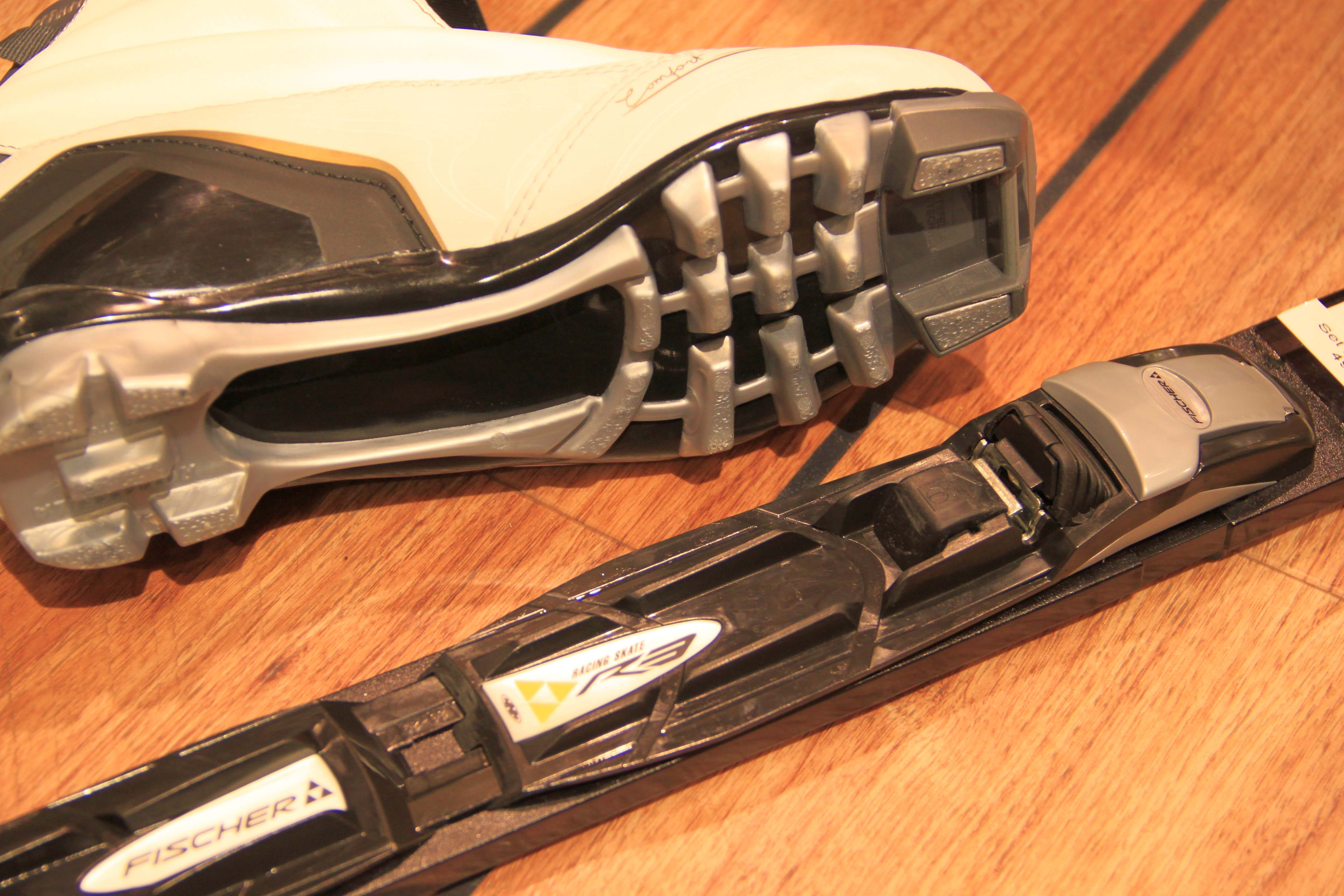
Крепление NNN имеет два выступа, идущие назад от защелки на носке и соответствующие пропилам в подошве ботинка (на фото NNN-R3).

В 1985 году компания Роттефелла выпустила на рынок новый тип крепления New Nordic Norm (NNN), в котором специальная планка на носке ботинка зацепляется защёлкой в креплении. Крепление NNN прошло через несколько версий, при этом первая версия несовместима с современными. NNN предназначено для гонок и прогулок по проторённой лыжне; для снежной целины имеется усиленная и более широкая версия Back Country (NNN – BC), несовместимая с обычным NNN.

### NIS
Система NIS (Nordic Integrated System), представленная в 2005 году Rossignol, Madshus, Rottefella и Alpina , полностью совместима с ботинками и креплениями NNN, и представляет собой способ крепления креплений к лыжам, пришедший на замену традиционным шурупам. NIS представляет собой встроенную в лыжу пластину, к которой присоединяются крепления, что позволяет регулировать их в полевых условиях с помощью специального ключа NIS. Лыжи NIS позволяют устанавливать на одну и ту же лыжу крепления разных производителей, даже если сами крепления несовместимы с NNN.
Передвижение крепления вперёд усиливает сцепление при толчке, передвижение назад - улучшает скольжение.

### SNS

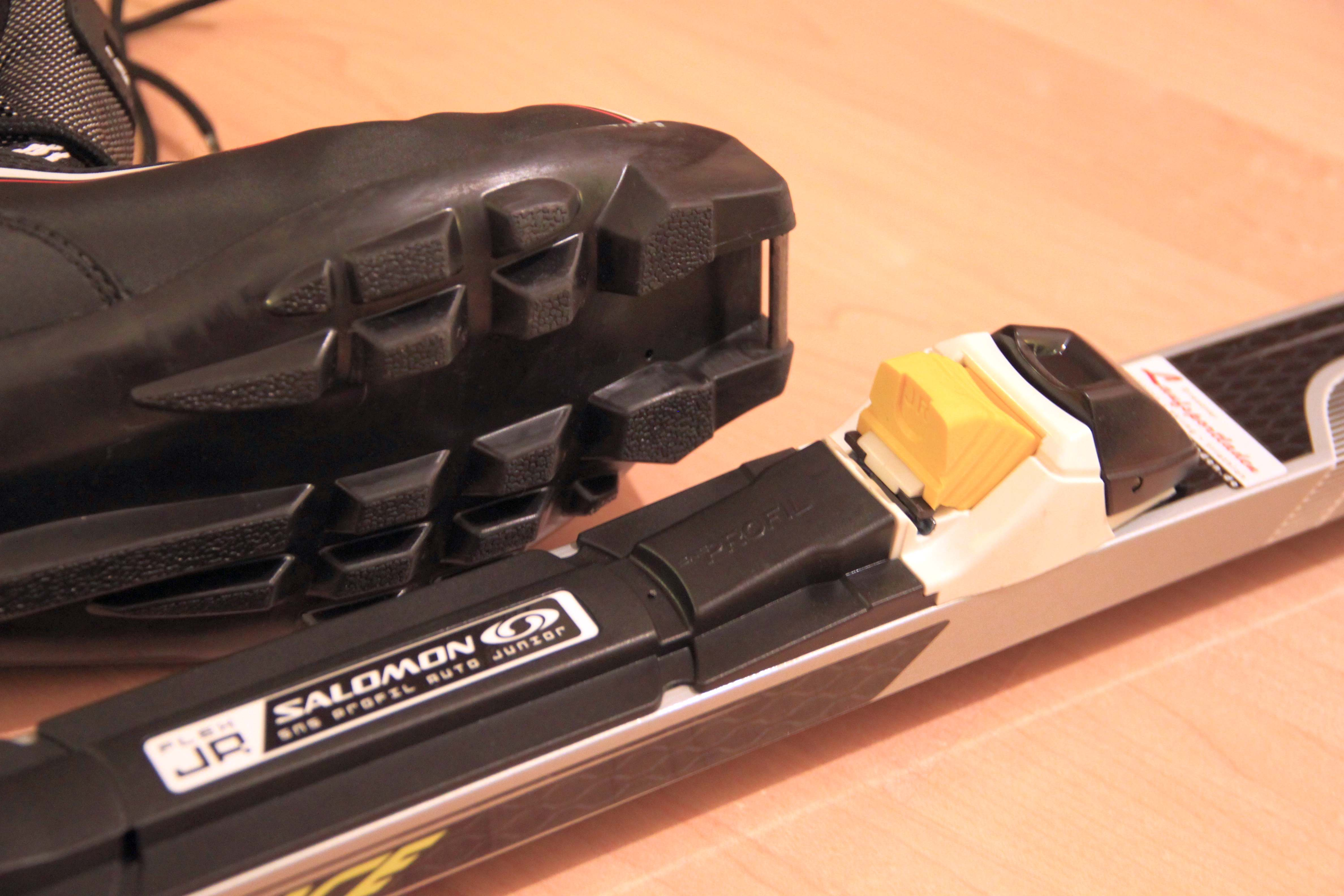
Крепление SNS Profil имеет один большой центральный выступ, идущий назад от носка, и одну металлическую планку на ботинке.

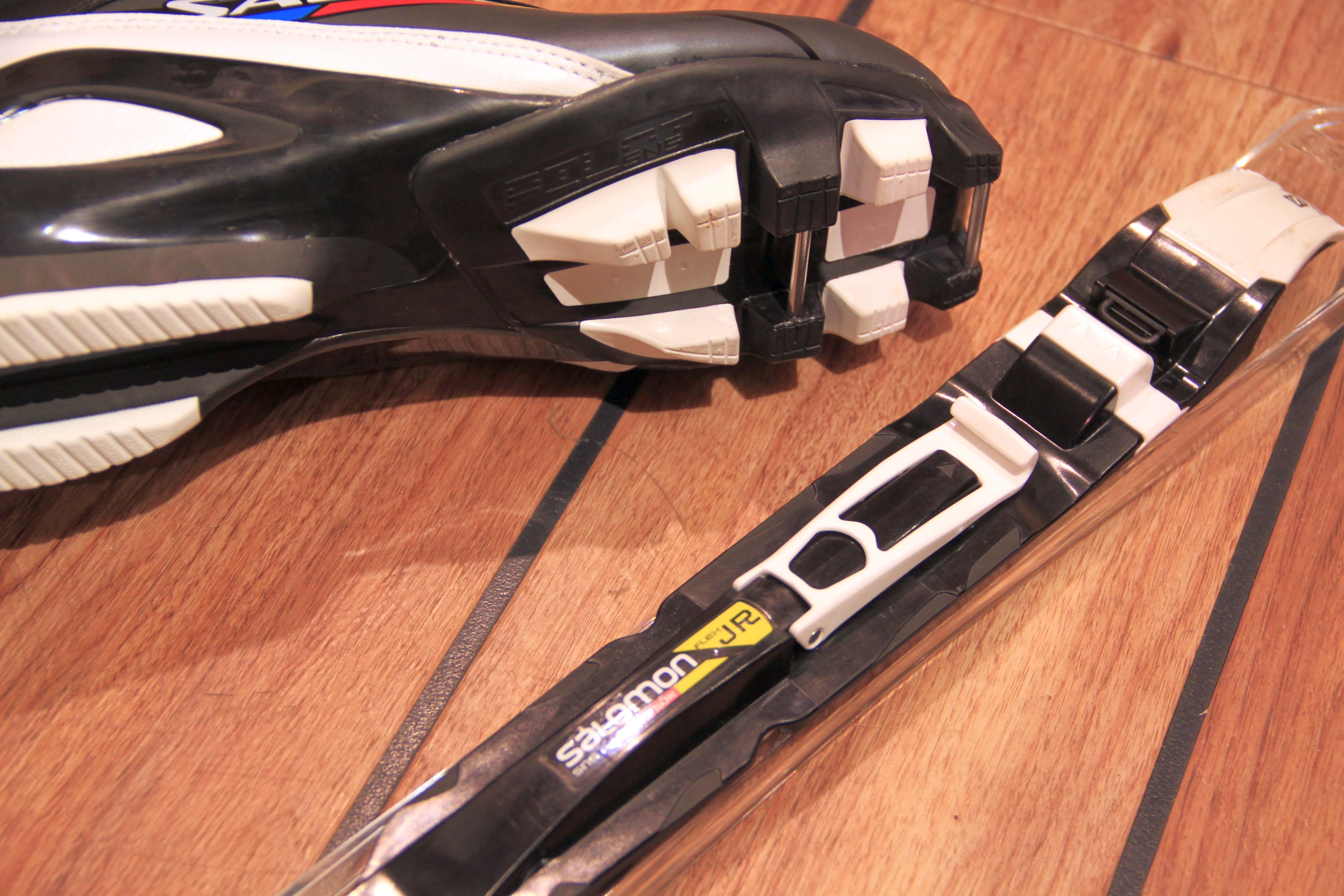
Крепление SNS Pilot имеет такой же центральный выступ, как и SNS Profil, но имеет две планки на ботинке для лучшей стабилизации.

Крепления SNS ( Salomon Nordic System) очень похожи на NNN, но имеют один широкий гребень и более короткую планку. Существуют три варианта:
- SNS Profil: одна металлическая планка в носке ботинка.
- SNS Pilot: Две металлические планки на ботинке.
- SNS X-Adventure: более прочная конструкция, используемая для передвижения по  целине (также известная как SNS–BC).

Ботинки Pilot можно использовать с креплениями Profil (модели Equipe и схожие, с пазом под вторую ось Pilot), но ботинки Profil нельзя использовать с креплениями Pilot из-за большей ширины направляющей у последних. В исходных ботинках Pilot передний штифт находился на расстоянии 10 мм от передней части ботинка (RS10), а в новых ботинках Pilot находится на расстоянии 17 мм от передней части ботинка (RS17). SNS продается компанией Amer Sports под их брендами Salomon и Atomic .
Предшественник Profil и Pilot назывался просто Salomon Nordic System (SNS) и отличался металлической скобкой, выступавшей впереди ботинка.

### Prolink (совместимая с NNN)
В 2007 году Фишер отказался от системы SNS и перешел на NIS, что резко сократило рынок для несовместимых с NNN креплений и ботинок. В 2016 году Salomon представила совместимую с NNN систему Prolink, хотя Salomon утверждает, что SNS по-прежнему будет производиться и доступна. Крепление Prolink несколько легче, чем NNN, и крепится непосредственно к лыжам с использованием предварительно просверленных отверстий, в отличие от встроенных пластин NIS или IFP, устанавливаемых на лыжах для системы NNN. Salomon утверждает, что их новая система по «чувству снега» превосходит как NNN, так и SNS, которая использует ботинки с более толстой подошвой.

### IFP (Turnamic)

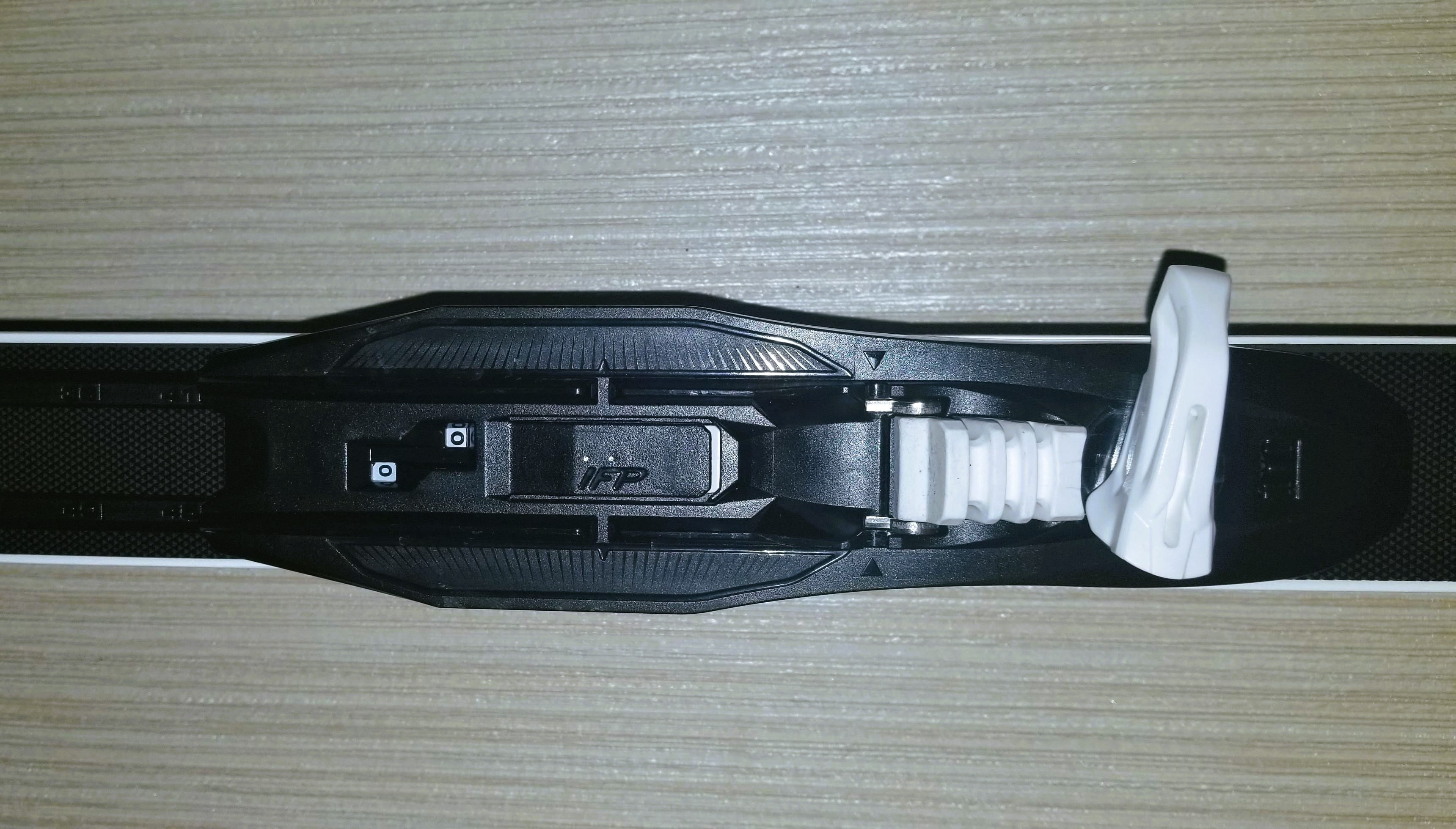
Крепление Turnamic. Рычаг для закрепления ботинка в положении «открыто», защёлка IFP в центре, (нулевое) смещение крепления по отношению к центру лыжи видно в окошках под защёлкой

В 2016 году Fischer и Rossignol представили метод монтировки креплений Integrated Fixation Plate (IFP), которая позволяет регулировать положение крепления без инструментов, оттягивая защёлку IFP пальцем. В креплении Turnamic ботинок защёлкивается при наступании, отпирается поворотом рычага в сторону.
Крепления IFP Turnamic совместимы с ботинками NNN и Prolink, но пластина IFP не совместима с креплениями NIS 1.0 из-за нового механизма запора. Впоследствии компания Rottefella представила плавно регулируемые крепления MOVE Switch, которые совместимы с пластинами IFP (и NIS).

### NIS 2.0 (MOVE)
В 2018 году Rottefella и Madshus анонсировали пластину NIS 2.0 с креплениями MOVE, которые позволяют менять положение крепления не снимая лыж. Пластина NIS 2.0 и крепление с поворотной рукояткой MOVE Switch рассчитаны на любое крепление NIS/NNN с использованием как фиксированных, так и регулируемых вставок. Планировался выпуск креплений с дистанционной регулировкой и использованием электромоторчика MOVE Electric. Первоначально продемонстрированные на ISPO 2017 в Мюнхене и анонсированные на сезон 2018/2019, они пока отсутствуют в продаже.
Rottefella также предлагает комплекты для переоборудования MOVE Switch для лыж NIS 1.0, IFP и Prolink, использование таких креплений было одобрено FIS. Постоянная регулировка позволяет лыжнику точно настроить сцепление и скольжение лыж, что важно для гонок в классическом стиле на лыжах без смазки (с зонами сцепления). Предыдущие крепления NIS требовали, чтобы лыжник снял лыжи для передвижения крепления.

## История

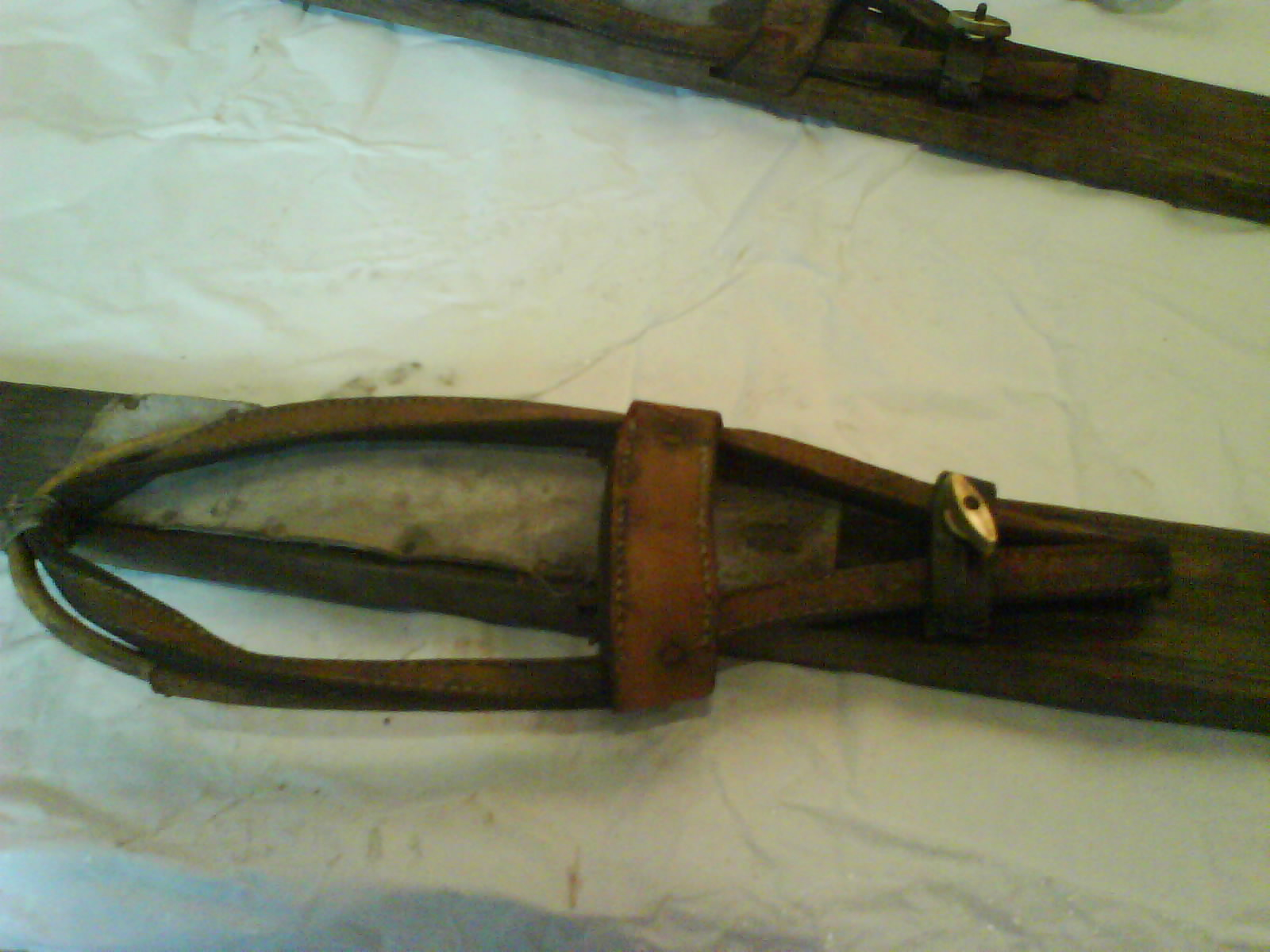
Старые лыжные крепления

Первые лыжные крепления были похожи на те, которые используются на снегоступах: кожаный ремешок, закрепленный на носке ботинка.

### Хронология
- 1840-е годы: Сондре Норхейм[англ.] продемонстрировал катание на лыжах Telemark до 1866 года и Open Christiania в 1868 году, причём оба стиля стали возможными благодаря конструкции крепления, восходящей к концу 1840-х годов. В крепление, кроме существовавших ранее петель на носке ботинка, была добавлена петля из корней березы[уточнить], удерживающая пятку. При этом пятке могла подниматься, как и раньше, для ходьбы и скольжения, но пятка ботинка держалась на лыже, обеспечивая больший контроль. Это позволило Норхейму поворачивать с помощью ног, (до этого лыжник использовал для поворотов большой шест, тормозя им с той стороны, куда требовалось повернуть)[21]. Новые приёмы распространились по всему Телемарку и позже были названы в честь этого региона[22].
- 1894 год: Фриц Р. Хуитфельдт[англ.] изобрёл крепление для носка обуви, которое позволяло пятке свободно двигаться, которое стало стандартом до 1930-х годов. Хуитфельдт лидировал в развитии лыжных креплений в течение следующих 20 лет. В 1894 году он ввёл использование полукруглых металлических крючков для крепления ремней. Крючки были расположены так, чтобы плотно прилегать к боковым сторонам ботинка, удерживая лыжи по центру и устраняя боковое соскальзывание, которое допускали ранее ослабленные ремни. Пяточный ремешок также прикреплялся к тем же крючкам, но из-за их округлой формы необходимый диапазон движений обеспечивался за счёт скольжения ремней вверх и вниз на крючках. Это позволило заменить пяточный ремешок менее гибким кожаным ремешком. Вместе эти изменения резко усилили крепление, значительно улучшив управляемость[23].

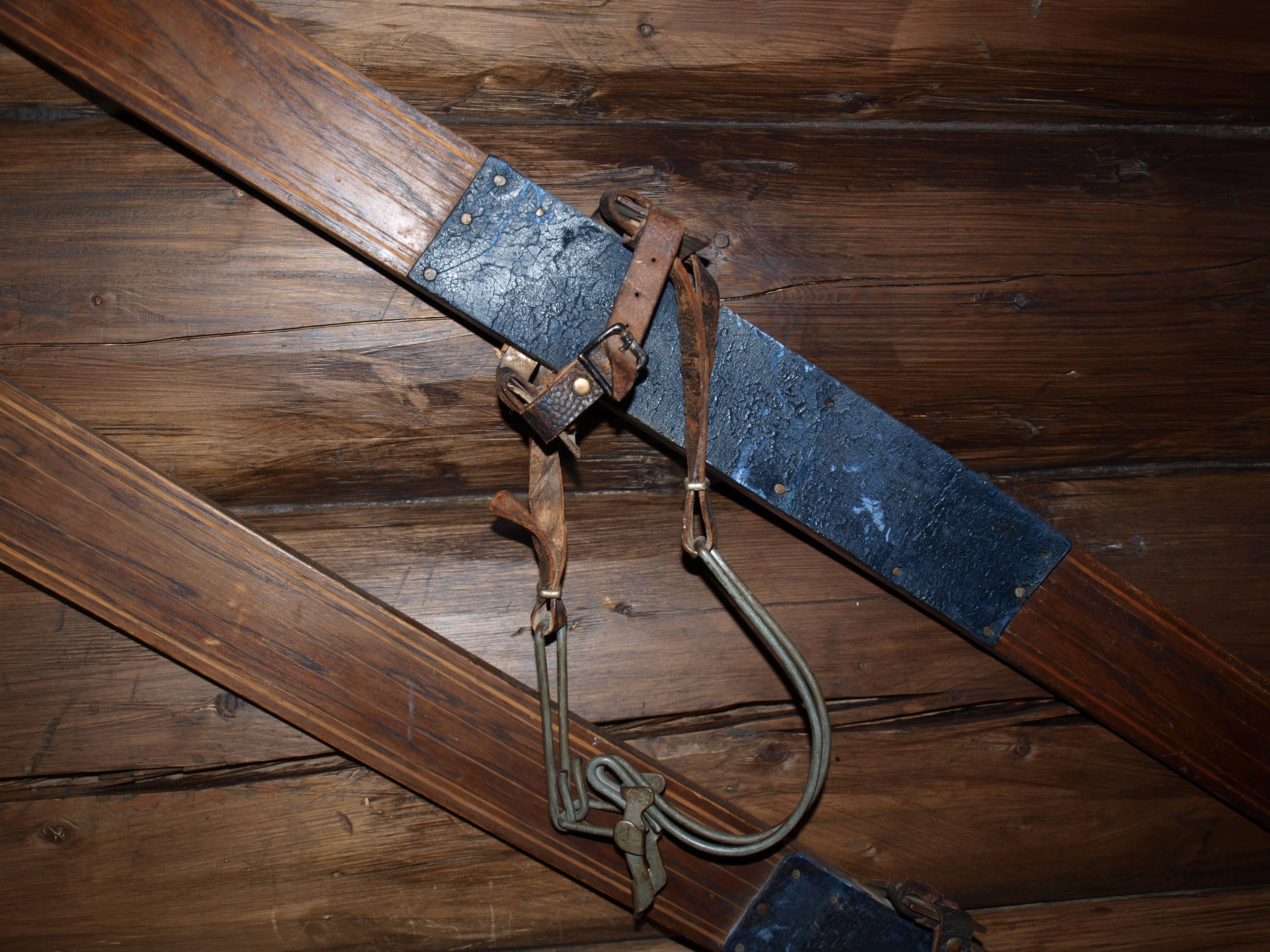
Крепление поздней модели в стиле Хуитфельдта. Скобка для носка ботинка проходит через сердцевину лыжи и загибается с обеих сторон, образуя щёчки. Используется металлическая пряжка с рычажком вместо полностью кожаной конструкции

- 1897 год: Хуитфельдт усовершенствовал конструкцию, проделав отверстие в лыже с одной боковой стороны на другую и продев через него железную полоску. Затем полоску сгибали с обеих сторон, закрепляя на месте, и формировали концы так, чтобы они охватывали носок ботинка. В 1904 году он применил защёлку Хойера-Эллефсена — рычаг, заменивший пряжки[24]. Защёлка не только значительно улучшило прочность крепления, но и упростила надевание и снятие лыж. Пяточный ремень стал прикреплялся ниже носка ботинка, что обеспечивало постоянное «диагональное натяжение», естественным образом возвращавшее пятку к лыже.
- 1920 год: Крепления в стиле Хуитфельдт были, безусловно, самой популярной системой на протяжении десятилетий, с единственным существенным изменением, которое было внесено Мариусом Эриксеном в 1920 году, когда были введены предварительно формованные металлические пластины, которые привинчивались к лыжам. Существовали и другие системы крепления, в частности класс креплений, первоначально представленный Матиасом Здарски[англ.], который заменил ремешок на пятке длинной металлической пластиной под подошвой ботинка, шарнирно закрепленной спереди, чтобы пятка могла подниматься. Пятка крепилась к пластине с помощью короткого ремешка, закрепляемого сзади[25]. Крепления Здарски улучшали управляемость по сравнению с конструкцией Хуитфельдта, но прочно закрепляли ногу на лыже, что было чревато травмами.
- 1927 год: Существенные изменения произошли с появлением крепления Роттефелла: вместо ремешка на пятке, который удерживал ботинок в креплении, использовались шпеньки, под которые просверливались небольшие отверстия в подошве ботинка. Для плотного прижатия подошвы к шпенькам использовался металлический зажим. Согласно легенде, когда изобретатель Брор Вит выиграл гонку на новых креплениях, норвежский наследный принц Улаф V спросил его, что это такое, и Вит ответил: «О, это всего лишь пара мышеловок, которые я купил в хозяйственном магазине»[26] («Роттефелла» по-норвежски означает «ловушка для крыс»).
- 1929 год: Введение тросового крепления облегчило поворот «Кристи»[англ.], после чего швейцарский лыжник Гвидо Рёж (фр. Guido Reuge) в 1929 году изобрел крепление троса со стальными зажимами под пяткой ботинка, чтобы можно было зажимать лыжу пяткой при спуске. Он назвал продукт «Кандагар» в честь международных лыжных гонок на кубок Кандагара[англ.][27]. Использование креплений Кандагар приводило к серьёзным травмам, и к 1939 году начались эксперименты с креплениями, высвобождавшими ботинок при падении[28].
- 1932 год: Гвидо Рёж усивершенствовал в концепцию Хуитфельдта. Рёж заменил ремешок на пятке металлическим тросом, соединенным с пружиной в передней части крепления. Пружина обеспечивала равномерное натяжение при движении ботинка. До этого ремешок регулировался так, чтобы он имел достаточную слабину для поднятия пятки, но при возвращении пятки к лыже, натяжение ремешка ослабевало. Пружина убрала это ограничение, значительно увеличив прочность крепления. Позже в конструкцию были добавлены два небольших металлических зажима возле задней части стопы, под которыми можно было закрепить тросик. Они надёжно удерживали пятку на лыжах во время спусков. В течение некоторого времени тросики использовались для беговых лыж, сегодня они популярны в креплениях для телемарка. В беговых лыжах конструкция Rottefella 1930-х годов стала наиболее популярной в 1950—1970-х годах, до появления революционной системы Salomon Nordic System (SNS).
- 1937 год: Яльмар Вам[англ.] сломал ногу, катаясь на лыжах, и, выздоравливая после операции, изобрёл первое саморасстёгивающееся крепление Saf-Ski. Профессиональные лыжники отнеслись к системе с подозрением, особенно после того, как Олаф Родегаард потерял лыжу во время гонки (сам Родегаард считал, что крепление тогда спасло его от перелома ноги)[29]. В послевоенные годы Вам продал несколько тысяч пар Saf-Ski и продолжал продавать их до 1960-х годов; в 1966 году его страховые ставки выросли настолько резко, что он был вынужден выйти из дела[30].

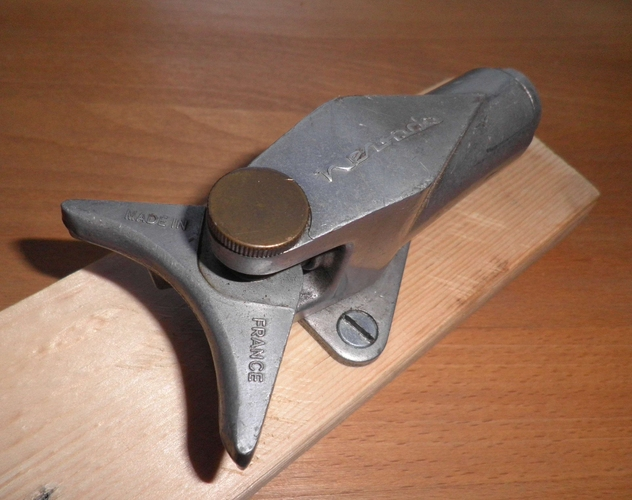
Look Nevada — родоначальник современных горнолыжных креплений

- 1950 год: была представлена модель Look Nevada[англ.] — прорыв в области креплений для горных лыж. Nevada удерживал мысок обуви по центру лыжи с помощью двух металлических пальцев, образующих перевёрнутую букву V. Пальцы могли поворачиваться, чтобы обеспечить движение в стороны, и центрировались с помощью пружины. Во время падения поперечное скручивание пересиливало пружину и позволяло ботинку оторваться от лыжи в сторону. Дизайн был быстро скопирован другими производителями, особенно Marker, и прекратил доминирование креплений с зафиксированным носком. К концу 1950-х годов на рынке США было представлено около 35 различных фиксаторов носков[31], в большинстве из которых по-прежнему использовался кандагарский пяточный трос.

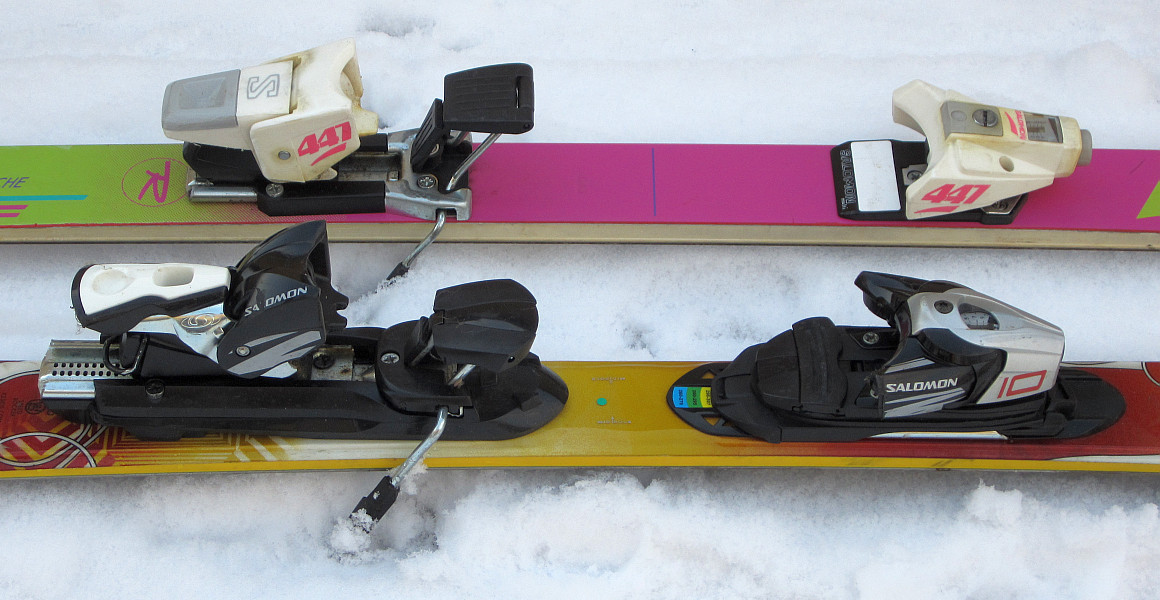
Типичные горнолыжные крепления для активного отдыха со встроенными лыжными тормозами и защёлкиванием каблука при наступании. Позади: Salomon 447, 1980-е годы: одинарный шарнирный носок в стиле «Driver», который является упрощенным потомком исходной модели Look Nevada 1950 года. Спереди: Salomon Z10 Demo, 2010-е годы: двойной шарнирный носок в виде клещей

- 1960-е годы: Первым современным креплением пятки и носка для горных лыж было крепление Cubco, впервые представленное в 1950 году, но не популярное примерно до 1960 года. Крепление пятки столкнулась с проблемой отсутствия подходящего места на пятке ботинка, Cubco решил эту проблему, привинтив небольшие металлические зажимы к подошве. Это также предотвращало изменения в характеристиках крепления при износе ботинок. Marker представил Rotomat, который удерживал подошву там, где она выходила за пятку, и Look быстро последовал их примеру, представив дизайн Grand Prix. К середине 1960-х годов крепления, которые работали как на пятке, так и на носке, были обычным явлением, а к концу 1960-х годов тросовые крепления исчезли из горнолыжного спорта.
- 1966 год: Появление пластиковых лыжных ботинок позволило разработать промышленные стандарты для горнолыжных креплений.
- 1972 год: Показатели травматизма в результате катания на горных лыжах начали падать с постепенным внедрением тефлоновой антифрикционной прокладки примерно в 1972 году.
- 1970-е годы:
  - Горные лыжи: Одна проблема с креплениями выпуска 1960-х годов заключалась в том, что ботинки не были стандартизованы, и крепление, которое хорошо работало с одним ботинком, могло быть опасным для другого или стать опасным со временем, когда ботинок снашивался. Это привело к появлению пластинчатых креплений, в которых использовалась металлическая пластина, прочно прикреплённая к подошве ботинка, крепления в свою очередь крепились к пластине. Пластина легко снималась для хождения. Пластинчатые крепления были популярны в США в 1970-х годах, в частности, выдвижные крепления BURT[англ.] и крепления Spademan[англ.], но так и не получили широкого распространения в Европе. Поскольку всё бо́льшая часть рынка горнолыжного спорта переходило под контроль европейских компаний, пластинчатые крепления пластин исчезли, несмотря на их отличные характеристики[32]. Исчезновение пластин и альтернативных систем было связано с сочетанием факторов, в частности, с появлением стандартизированных жестких пластиковых ботинок. Пластик был впервые представлен Lange[англ.] как способ улучшения существующего кожаного дизайна. По мере того, как новый материал распространился по отрасли, подошва была стандартизирована с тем, чтобы можно было пристегнуть носки и пятки. Пластик был намного прочнее кожи, не менял форму со временем и имел предсказуемые характеристики трения в мокром или сухом состоянии. Хотя пластинчатые крепления той эпохи, особенно дизайн Spademan, имели гораздо лучшие показатели безопасности, новые ботинки и крепления можно было легко адаптировать к любым лыжам для любого лыжника.
  - Равнинные лыжи: ограничения на размеры мыска ботинка привели к тому, что исходное крепление Rottafella не получило широкого распространения. В конечном итоге эта проблема была решена благодаря той же эволюции пластиковых компонентов, которая изменила рынок горнолыжного спорта. Использование гибкого пластика позволило создать подошву, которая была очень прочной как на скручивание, так и в боковом направлении, но при этом обладала отличной гибкостью в продольном направлении, позволяя пятке подниматься, как при тросовом закреплении. Это было стандартизировано как система с тремя шпеньками, получившая широкое распространение в 1970-е годы[26]. В гонках использовалась облегчённая 50-мм система duckbill, на сегодня устаревшая (в отличие от 75-мм крепления были симметричными). 50-миллиметровые крепления производились с толщиной передней части подошвы либо 7 мм, либо 11-13 мм, поэтому крепления часто имели две выемки в дужке для зажима ботинок с подошвой разной толщины.